# Liceo Bernardo O'Higgins
El Liceo "Libertador General Bernardo O'Higgins Riquelme", ex Liceo de Hombres de Iquique, es una institución educativa de carácter municipal, administrada por la Corporación Municipal de Desarrollo Social de Iquique. Cuenta con un plantel de alrededor de 34 docentes y una matrícula de 370 alumnos, distribuidos en 13 cursos entre básica 8: A y educación media 1: A-B-C; 2: A-B-C; 3: A-B-C; 4 A-B-C; en modalidad de Científico Humanista. Más del 40% de su matrícula la integran estudiantes de origen extranjero; y hay más de 80 estudiantes que forman parte del Programa de Integración Escolar (PIE), siendo uno de los grandes pilares educativos de esta institución.
Además de ser uno de los establecimientos educacionales más antiguos de Chile en cuanto a prestigio y de ser entre los 100 mejores liceos del país, obtuvo primeros lugares en distintas categorías académicas, deportivas y culturales a nivel nacional e internacional.

## Historia
Fue creado bajo el nombre de Liceo de Hombres de Iquique el 5 de abril de 1886 por Decreto Supremo, siendo Presidente de la República Domingo Santa María. Abrió sus puertas a la comunidad el 7 de junio de dicho año, en el barrio La Puntilla, ubicado en el sector norte de la ciudad, siendo su primer rector el docente José Agustín Zavala.
En 1887, se inauguró el primer edificio, de un piso, emplazado en la calle Baquedano.
En 1891, durante la Guerra Civil que derrocaría al Presidente José Manuel Balmaceda, fue ocupado por las fuerzas militares del Regimiento Esmeralda (7.º de Línea) y por el Regimiento de Artillería N.º 2 como cuartel.
En la década de 1900, siendo rector el maestro Baldomero Wolnitzky, nació bajo su alero el Instituto Comercial, que se ubicaba inicialmente en la calle Aníbal Pinto esquina Orella, frente a sus actuales dependencias.
En la década de 1930 se amplía el Liceo, construyéndose un segundo piso en la fachada, convirtiéndose en uno de los edificios arquitectónicos emblemáticos de la ciudad en los años finales de la época del salitre.
En 1940 se crea un internado con el fin de alojar en él, a los estudiantes provenientes de las oficinas salitreras que existían en la Provincia de Tarapacá, que continuaban sus estudios secundarios en el Liceo, contando con un promedio de 60 alumnos. El internado cerró sus puertas el año 1971.
En 1966, con ocasión de la implementación de la Reforma Educacional del Gobierno de Eduardo Frei Montalva, y siendo rector del establecimiento el docente Orlando Graboloza, se creó la Escuela Anexa (para albergar a los niños de 7.º y 8.º Año Básico, antiguamente denominados 1.ª y 2.ª Humanidades), y el Liceo Nocturno. En ese mismo período, se desmanteló el edificio de madera, construyéndose en su lugar, un edificio de dos pisos de hormigón, perdiéndose la esencia arquitectónica patrimonial, propia de la calle Baquedano.
En 1981, debido a la política de descentralización de la educación impuesta en el Gobierno Militar, se traspasó su administración por parte del Ministerio de Educación a la Ilustre Municipalidad de Iquique. 
En ese mismo año, se cambió su nombre de Liceo de Hombres de Iquique por el de Liceo A-7 "Libertador General Bernardo O'Higgins Riquelme". 
Es en ese mismo período en que se implementó el Proyecto INCA, con el cual retenían a los alumnos más aplicados académicamente para evitar su éxodo a los recién creados colegios particulares subvencionados. 
En 1984 se incorporaron a las mujeres al alumnado del Liceo, muchas de ellas provenientes de otros establecimientos de la ciudad, transformándose hasta el día de hoy en un liceo de carácter mixto.
En 1999 se ampliaron las dependencias del Liceo, construyéndose un tercer piso en el pabellón ubicado en Baquedano, restableciendo la antigua fachada de madera, esta vez hecha de hormigón, con mamparas y ventanales construidos con maderas de la antigua construcción.
En la década del 2000, cuenta con uno de los laboratorios computacionales y científicos más avanzados en la región, donados por Coca Cola para la investigación científica en el área de las ciencias naturales. Además, se montaba una exposición orientada a los alumnos de 4.º año Medio y quienes deseaban ingresar al Liceo en años venideros,. conocida como la "Expo feria de vivencias vocacionales".
En el año 2009, como parte de las reformas educacionales impuestas durante el primer gobierno de Michelle Bachelet (2006-2010), se incorpora el 8° año de Educación General Básica al plantel educativo.
En el año 2020, a consecuencia de la emergencia sanitaria de coronavirus que afectó al mundo, las dependencias del liceo fueron usadas como residencia sanitaria, alojando en él a 600 ciudadanos bolivianos traídos desde Santiago, que no pudieron retornar a sus países por el cierre de fronteras. Funcionó como tal hasta mayo del año 2022, cuando fueron reabiertas, retornando a la labor educativa. 

## Banda de Guerra
La Banda de Guerra del Liceo "Libertador General Bernardo O'Higgins Riquelme", fue fundada el 1 de abril de 1971, a petición de Patricio Graboloza, hijo del entonces rector del establecimiento, Orlando Graboloza Valdivia. En sus comienzos recibió el apoyo de las Brigadas Premilitares "Los Cóndores" de la Fuerza Aérea de Chile, "Eleuterio Ramírez" del Regimiento de Infantería N.º 5 "Carampangue" del Ejército y del Destacamento de Infantería de Marina N.º 1 "Lynch" de la Armada de Chile, puesto que sus integrantes eran alumnos del Liceo.
El primer director que tuvo la Banda fue don Ismael Rodríguez. A los pocos meses, asume el cargo el paradocente Patricio Bahamondes Sepúlveda, proveniente de Viña del Mar, quien estuvo varios años a su cargo. Posteriormente asumieron dicho cargo Boris Bacián Castillo, Jorge Zenteno y Nury Ramos, entre otros docentes y paradocentes.
Su último director fue el instructor Mauricio Fuenzalida, contando en su último año de vigencia (2016) con 40 integrantes.
La Banda, a lo largo de sus 45 años de historia, ha participado en diversos encuentros de Bandas en distintos puntos del país, donde se ha destacado por su brillante marcialidad y gallardía. 
En 1995 obtuvo el primer lugar en competencia organizada por el Primer Cuerpo de Ejército. 
En los años 2007 y 2008 obtuvo el segundo lugar en el encuentro de bandas organizado por la Armada de Chile.

## Centro y Banda de Exalumnos
En junio de 1936 se crea el Centro de Exalumnos del Liceo de Hombres de Iquique, reorganizándose en 1999 después de un largo receso. Se reúnen distintas generaciones de ex estudiantes del Liceo en las dependencias de este una vez al mes, estrechando lazos de amistad, compañerismo y de lealtad con la institución, aportando en cada momento y situación que el plantel docente, padres, apoderados y alumnos, así lo requieran. Masivo es el desfile que se realiza el domingo correspondiente a la semana aniversario del Liceo, en el mes de junio, en que desfilan generaciones de exalumnos entonando el himno del Liceo, frente a las autoridades presentes en la Plaza Prat. Su actual presidente es el exalumno Pedro Zagals Lucero.
El año 2022 se incorporaron, por vez primera, mujeres en el centro, al integrarse un grupo de exalumnas egresadas entre los años 1984 y 1990, teniendo actualmente una composición mixta.
Además, en 1986, con ocasión del Centenario del Liceo, se creó la Banda de Exalumnos, grupo de antiguos miembros de la Banda de Guerra del Liceo de Hombres y posteriormente Liceo A-7, que se reúnen para acompañar al paso marcial de sus compañeros exalumnos del Centro, así como de antiguos profesores jubilados que se adhieren a las celebraciones del aniversario del Liceo cada mes de junio. 

### Centro Mixto de Exalumnos
En mayo de 2017, se creó el Centro Mixto de Exalumnos, con el fin de reunir a distintas generaciones de ex estudiantes del Liceo Bernardo O'Higgins, egresados entre los años 1984 y 2007, con la particularidad de que se incorporan también, exalumnas del establecimiento, razón por la cual dicho centro tuvo un componente mixto. Se presentó en sociedad por primera vez el 4 de junio de 2017, en el tradicional desfile dominical con que el establecimiento celebró su aniversario, constituyéndose como tal en una solemne ceremonia realizada en el patio del establecimiento, luego del tradicional desfile, contando con el beneplácito del entonces director, Ricardo Bugueño, además de los profesores activos y jubilados del establecimiento, y de la directiva del Centro de Exalumnos del Liceo de Hombres. Su presidenta fundadora fue la exalumna Ximena Araya. Dicho centro se disolvió el año 2022, al incorporarse, definitivamente, sus integrantes al Centro de Exalumnos del Liceo de Hombres, contando éste con carácter mixto. 

### Centro de Profesores Jubilados
En el año 2019 se creó el Centro de Profesores Jubilados, con el fin de reunir en él a profesores, paradocentes y personal administrativo que prestó servicios en el establecimiento. Entre sus integrantes fundadores se encuentran los docentes y paradocentes Washington Santos (QEPD), Elizabeth George, Ingrid Fiamma, Marta Chamaca, Azucena Neira, Patricio Bahamondes, Miguel Ángel Leoncini, María Rojas, Horacio Arcos, Domingo Sacco, Ada Gahona, Apolonia Aguilera, Sonia Sanderson, y los ex directores Miguel Retamales y Gustavo Buccioni.  

## Himno del Liceo
El himno del Liceo "Libertador General Bernardo O'Higgins" fue creado por el maestro Juan Dávila Soler y compuesto por la maestra de música Carmen Aroca Santillana, con ocasión del 50.º Aniversario del Liceo, en 1936.
La vanguardia de Chile formamos
nobles hijos de Tarapacá
en nuestro árido suelo glorioso
las riquezas ocultas están.
Estas playas de Prat y los suyos
contemplaron la hazaña inmortal
y su tumba sagrada la arrulla
el sonor rugido del mar.
Junto al héroe que lucha en la guerra
está aquel que combate en la paz
la ignorancia, traidora enemiga,
es la fuente siniestra del mal.
Preparamos en nuestro Liceo
legionarios que irán a luchar
porque sea este Chile querido
el orgullo de América Austral.
La vanguardia de Chile formamos
nobles hijos de Tarapacá
en nuestro árido suelo glorioso
las riquezas ocultas están.
Estas playas de Prat y los suyos
contemplaron la hazaña inmortal
y su tumba sagrada la arrulla
el sonoro rugido del mar.

## Rectores
- José Agustín Zavala (1886-1891)

- Juan Vicente Silva (1891-1906)

- Baldomero Wolnitzky (1907-1919)

- Luis A. Silva (1920-1927)

- Romeo Salinas (1927-1931)

- Germán Gaete Pequeño (1931-1943)

- Félix Vargas Guerra (1944-1946)

- Héctor Ocampo Muñoz (1947-1950)

- Julio Zúñiga Moráno (1951-1956)

- Gustavo Somoza Ruiz (1957-1962)

- Orlando Graboloza Valdivia (1962-1974)

- Miguel Retamales López (1974-1979)

## Directores
- Miguel Retamales López (1979-1988)
- Gustavo Buccioni Meza (1988-2013)
- Ricardo Bugueño Araya (2013-2018)
- Reinaldo Henríquez Conejeros (2018-2022)
- Sebastián Chang Brack (2022)

## Exalumnos destacados
- Salvador Allende Gossens, médico tanatólogo. Presidente de la República de Chile (1970-1973).†

- Oscar Bonilla Bradanovic, General de Ejército, Ministro del Interior y de Defensa durante el Régimen Militar (1973-1975).†

- Tomás Bonilla Bradanovic, abogado, Juez de Policía Local de Iquique.†

- Jorge Soria Quiroga, político. Alcalde de Iquique (1964-1973, 1992-2006, 2012-2016), y senador por Iquique (2018-).

- Gonzalo Rojas Pizarro, escritor chileno. Premio Nacional de Literatura.†

- Lautaro Núñez Atencio, arqueólogo chileno. Premio Nacional de Historia.

- Luis Gavilán Vega, músico, kinesiólogo, empresario gastronómico.

- Andrés Mitrovic Guic, médico y basquetbolista. †
- Juan Francia Pérez, médico †

- Gustavo Buccioni Meza. Profesor de Estado. Director del establecimiento (1988-2013).

- Luis Advis Vitaglic, poeta y escritor. Autor de la Cantata "Santa María de Iquique"†

- Patricio Advis Vitaglic, arquitecto.

- Juan Ostoic Ostoic, basquetbolista. †

- Domingo Sacco Solari, profesor.
- Néstor Jofré Núñez. Químico, radiodifusor y político. Fundador y expresidente de Deportes Iquique. Concejal por Iquique (2004-2005) y Diputado por Iquique (2005-2006).

- Agustín Calle Vergara, ex profesor y paradocente del establecimiento.†

- Gonzalo Calle Recabarren, profesor y director musical y coral.

- Marcos Calle Recabarren, profesor, académico universitario e historiador.

- Óscar Hahn , poeta y ensayista chileno, Premio Nacional de Literatura.

- Vittorio Corbo Lioi, economista, expresidente del Banco Central de Chile.

- Francisco Prieto Henríquez, profesor. Ex concejal por Iquique (2004-2012), ex presidente del Colegio de Profesores. Sobrino del fallecido cantante Antonio Prieto.

- Manuel Astorga, futbolista. Ex arquero de la Selección chilena de 1962 y del mítico "Ballet Azul" del club de fútbol profesional Universidad de Chile.

- Rafael Montes González, empresario y dirigente gremial.

- Domingo Soto, sacerdote y ex profesor de Religión del establecimiento.†

- Humberto Zumarán Porras, profesor.

- Néstor Jofré Núñez, ingeniero químico, político y empresario radial. Diputado por Iquique (2005-2006).

- Carlos Madariaga Araya, médico.

- Carlos Vila Molina, abogado. Notario público.

- Augusto Smith Marín, político. Alcalde de Pozo Almonte (1996-2012)

- Julio Lagos Cosgrove, político. Senador por Iquique (1990-2002).

- Olaf Olmos Figueroa, antropólogo.†

- Bernardo Guerrero Jiménez, sociólogo.

- Hugo Gutiérrez, abogado y político, militante histórico del Partido Comunista. Ex diputado por Iquique (2010-2018). Ex convencional constituyente (2021-2022).

- Marco Órdenes, médico obstetra, exsacerdote y eclesiástico. Obispo de Iquique (2006-2012).

- Guillermo Fajardo Rojas, sacerdote. Ex párroco de la Iglesia Catedral de la Inmaculada Concepción (1990-2023). Ex vicario general del Obispado de Iquique.
- Javier Sáez Gallardo, sacerdote. Párroco de la iglesia Catedral de la Inmaculada Concepción (2023).
- Juan Carvajal Sampson, diácono.
- Peter Muffeller Márquez, empresario y político.
- Vladislav Kuzmicic Calderón, médico cardiólogo y político. Concejal por Iquique (1992-2000).
- Enrique Lombardi Solari, empresario y diplomático. Ex cónsul honorario de Italia †
- Hrvoj Ostojic Peric, empresario industrial y diplomático. Presidente del Club Croata. Cónsul honorario de Croacia.
- Rigoberto Sánchez Fuentes, académico.
- Freddy Pizarro Muñoz. Profesor normalista, ex paradocente del establecimiento. Bombero insigne del Cuerpo de Bomberos de Melipilla.
- Luis Pizarro Cardemil. Miembro del Cuerpo de Bomberos de Iquique, perteneció a la Compañía de Bomberos N°7 "Tarapacá" †
- Tomás Moreno Correa. Ex superintendente del Cuerpo de Bomberos de Iquique.
- Raúl Arias Plaza. Profesor y ex orientador del establecimiento †
- Julio Vallejos Peña. Profesor y paradocente del establecimiento. †
- Sabino Zenteno Delgado, deportista. Ex profesor del establecimiento. †
- Rufino Astudillo Rioseco, ex profesor de Educación Física del establecimiento. †
- Manuel Castro Téllez. Profesor del establecimiento. Dirigente histórico del Colegio de Profesores y del Partido Demócrata Cristiano. †
- Washington Santos Uchida. Profesor y músico iquiqueño, gestor del Encuentro Iberoamericano de Tunas y Estudiantinas. Destacado ex profesor de Educación Musical y de Educación Física del establecimiento. †
- Washington Santos Aros. Profesor de Educación Física. Concejal por Iquique (2021-).
- Williams Sembler Pino. Profesor de Estado y músico, nacido en la ex oficina salitrera Victoria. Histórico profesor de Educación Musical del establecimiento.
- Jorge Arredondo Murquio. Profesor de Estado y músico. Ex profesor de Educación Musical del establecimiento.
- Jorge Zenteno. Profesor de Estado, ex inspector general del establecimiento.
- Héctor Vega Penjean, profesor de Educación Física y músico iquiqueño. Exintegrante del Conjunto Folclórico de la Universidad del Norte (Antofagasta).
- Joaquín Ramírez Salgado, administrador público, profesor y activista de derechos humanos. Dirigente histórico del Colegio de Profesores y militante del Partido Comunista. Concejal por Pica. †
- Rubén Moraga Mamani. Académico y político, militante del Partido Comunista. Exgobernador de la Provincia del Tamarugal (2014-2018). Exdiputado por Tarapacá (2021-2022).

- Nelson Santander Albornoz. Profesor y muralista. Creador de la insignia del Liceo, egresado en 1954.

- Hermes Valverde Tomé, relojero e investigador histórico.
- Carlos Clery Cerda, médico pediatra. †
- Ramsés Aguirre Montoya, médico. †
- Hernán González Pavez, diseñador gráfico y publicista. †
- Rafael Martínez Barberi. Profesor de Educación Física, comunicador radial y empresario.
- Gustavo Fiamma Olivares, abogado.
- Andrés Vidal Rodríguez, empresario y locutor radial. †
- Víctor "Queno" Soto Vallejos, comunicador radial.

- Iván Bustamante Platero, Ingeniero, Abogado, Campeón Regional de Cueca Sénior 2016.
- Felipe Platero Moscópulos. Médico ginecólogo-obstetra y ex director del Servicio de Salud de Iquique.
- Sergio Asserella Alvarado. Médico y político.

- César Vera Medrano, médico

- Claudio Vera Medrano, dentista

- Héctor Vera Medrano, ingeniero

- Germán Vera Medrano, Oficial de Marina, ingeniero electrónico

- Gonzalo Vera Medrano, ingeniero, empresario

- Rubén Berríos Camilo, Ingeniero y corredor de propiedades. Director regional IND Tarapacá (2007-2011). Consejero regional de Tarapacá (2014-2022).
- Iván Berríos Camilo, ingeniero, expresidente regional de la Cámara Chilena de la Construcción. Presidente del directorio de la Zona Franca de Iquique (ZOFRI S.A.)
- Freddy Alonso Oyanedel, administrador público, escritor y activista de derechos humanos. Expresidente del Centro de Exalumnos (1999-2016).

(†: Fallecidos)
- Datos: Q5975059